# TuS Bochum 08
TuS Bochum 08 was een Duitse voetbalclub uit Bochum, Noordrijn-Westfalen. De club is de voorloper van het huidige VfL Bochum.

## Geschiedenis
De club werd in 1908 opgericht als SuS Bochum 08 en sloot zich aan bij de West-Duitse voetbalbond. In 1911 was het de eerste club uit Bochum die in de hoogste klasse speelde van de Westfaalse competitie. De competitie was in twee groepen verdeeld en SuS eindigde twee jaar in de lagere middenmoot. Doordat de competitie herleid werd naar één reeks degradeerde de club in 1913. Na het uitbreken van de Eerste Wereldoorlog werden de clubs uit Bochum ondergebracht in de Ruhrcompetitie, die in verschillende reeksen opgedeeld was en Bochum speelde zo weer in de hoogste klasse vanaf 1915.
In 1919 sloot de voetbalafdeling van TV 1848 Bochum zich bij de club aan en de naam werd nu TuS Bochum 1848. In 1920 werd de competitie in drie reeksen verdeeld en TuS eindigde op een derde plaats. Het volgende seizoen werden de drie reeksen weer samengevoegd en nu werd de club zesde op tien clubs. In 1922 werd de competitie verspreid over twee jaar, de heenronde werd gespeeld in 1922/23. De club sloot de heenronde af als derde met één punt acherstand op BV Altenessen 06. De terugronde verliep echter rampzalig en de club haalde maar zeven punten en sloot het seizoen af als tiende op zestien clubs. De overheid besloot dat turnclubs en balsportclubs gescheiden moesten worden, waardoor de club zich splitste in TV Bochum 1848 en TuS Bochum 08. De club ging verder op zijn slechte elan van vorig seizoen en haalde in de heenronde negen punten. De terugronde verliep wat beter, maar nog eindigde de club slechts twaalfde.
Hierna werd de competitie weer over één seizoen gespeeld en in twee reeksen. Bochum werd derde en voor het eerst sinds de verdeelde oorlogscompetitie speelden er nog andere teams uit Bochum in de hoogste klasse. In 1927/28 degradeerde de club voor het eerst uit de hoogste klasse. Na twee seizoenen promoveerde TuS weer en werd laatste. Doordat de competitie werd uitgebreid van twee naar drie reeksen degradeerde de club echter niet. Het volgende seizoen werd de club dan vijfde op negen clubs. In 1932/33 werd de club zesde.
Na dit seizoen kwam de NSDAP aan de macht in Duitsland. De overkoepelende bonden werden afgeschaft en de acht competities in West-Duitsland werden vervangen door drie Gauliga's. Door het minder goede resultaat in de competitie plaatste Tus zich niet voor de Gauliga Westfalen. In 1935 promoveerde TuS en werd zevende in het eerste seizoen. Het volgende jaar werd de club laatste.
In 1938 fuseerden de club met rivaal Germania en de Bochumer TV 1848. De nazi's wilden deze fusie om zo een grote club te krijgen in Bochum.